# Episodi de I ragazzi del sabato sera (quarta stagione)
La quarta stagione della serie televisiva I ragazzi del sabato sera è stata trasmessa in anteprima negli Stati Uniti d'America dalla ABC tra l'11 settembre 1978 e l'8 giugno 1979.
| nº | Titolo originale                  | Titolo italiano | Prima TV USA      | Prima TV Italia |
| -- | --------------------------------- | --------------- | ----------------- | --------------- |
| 1  | The Drop-Ins (Part 1)             |                 | 11 settembre 1978 |                 |
| 2  | The Drop-Ins (Part 2)             |                 | 11 settembre 1978 |                 |
| 3  | Don't Come Up and See Me Sometime |                 | 25 settembre 1978 |                 |
| 4  | Once Upon a Ledge                 |                 | 2 ottobre 1978    |                 |
| 5  | The Sweatmobile                   |                 | 9 ottobre 1978    |                 |
| 6  | Beau's Jest                       |                 | 16 ottobre 1978   |                 |
| 7  | Barbarino's Boo-Boo               |                 | 21 ottobre 1978   |                 |
| 8  | X-Rated Education                 |                 | 28 ottobre 1978   |                 |
| 9  | The Barbarino Blues               |                 | 3 novembre 1978   |                 |
| 10 | Washington's Clone                |                 | 11 novembre 1978  |                 |
| 11 | Frog Day Afternoon                |                 | 25 novembre 1978  |                 |
| 12 | A Little Fright Music             |                 | 2 dicembre 1978   |                 |
| 13 | A Winter's Coat Tale              |                 | 16 dicembre 1978  |                 |
| 14 | Bride and Gloom                   |                 | 13 gennaio 1979   |                 |
| 15 | Barbarino's Baby                  |                 | 3 febbraio 1979   |                 |
| 16 | The Goodbye Guy                   |                 | 10 febbraio 1979  |                 |
| 17 | Come Back, Little Arnold          |                 | 24 febbraio 1979  |                 |
| 18 | The Sweat Smell of Success        |                 | 3 marzo 1979      |                 |
| 19 | The Gang Show                     |                 | 17 marzo 1979     |                 |
| 20 | Oo-Oo, I Do (Part 1)              |                 | 25 maggio 1979    |                 |
| 21 | Oo-Oo, I Do (Part 2)              |                 | 25 maggio 1979    |                 |
| 22 | I'm Okay, But You're Not          |                 | 1º giugno 1979    |                 |
| 23 | The Bread Winners                 |                 | 8 giugno 1979     |                 |